# Dép lốp

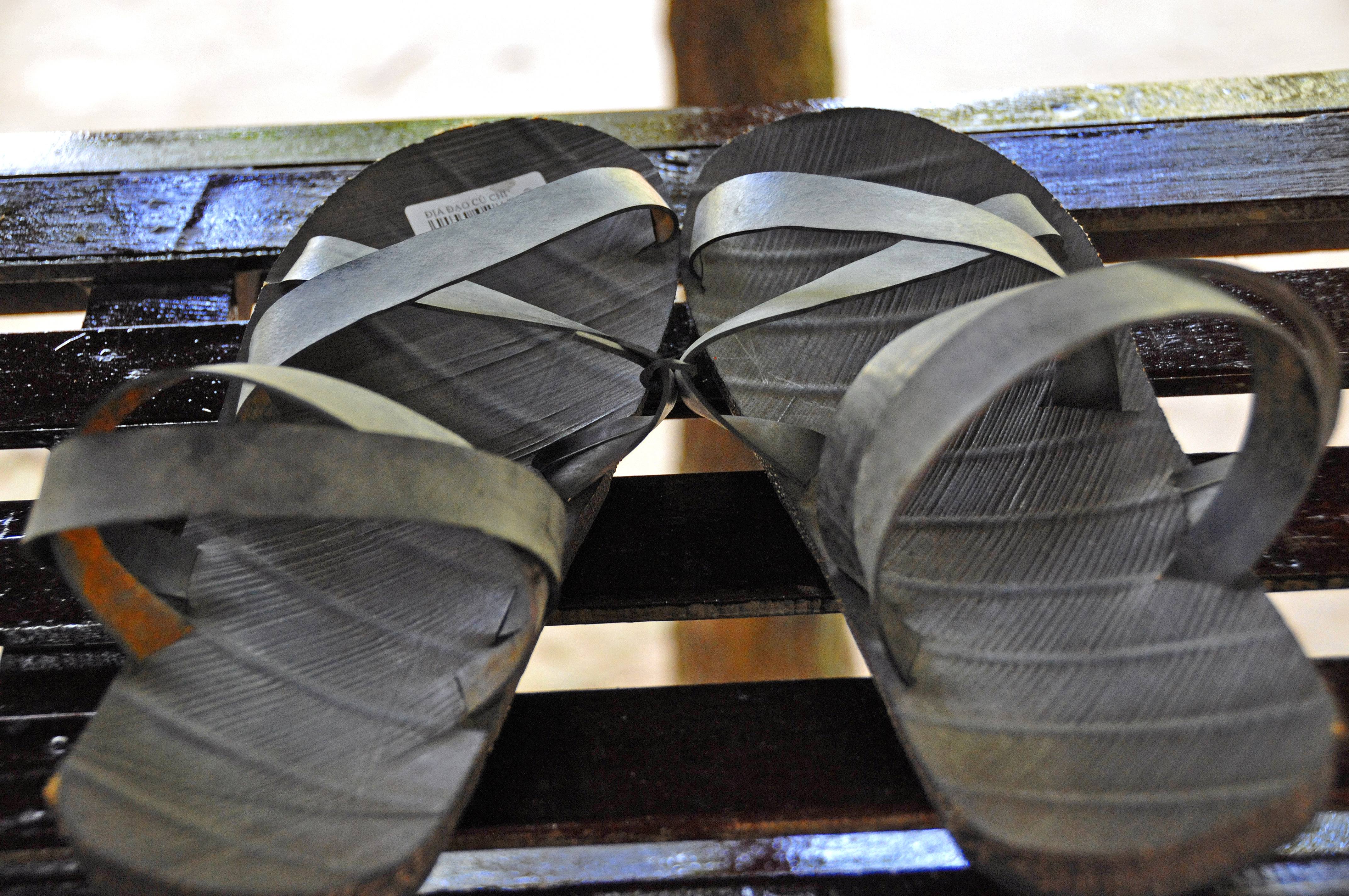
Một đôi dép lốp trưng bày ở địa đạo Củ Chi

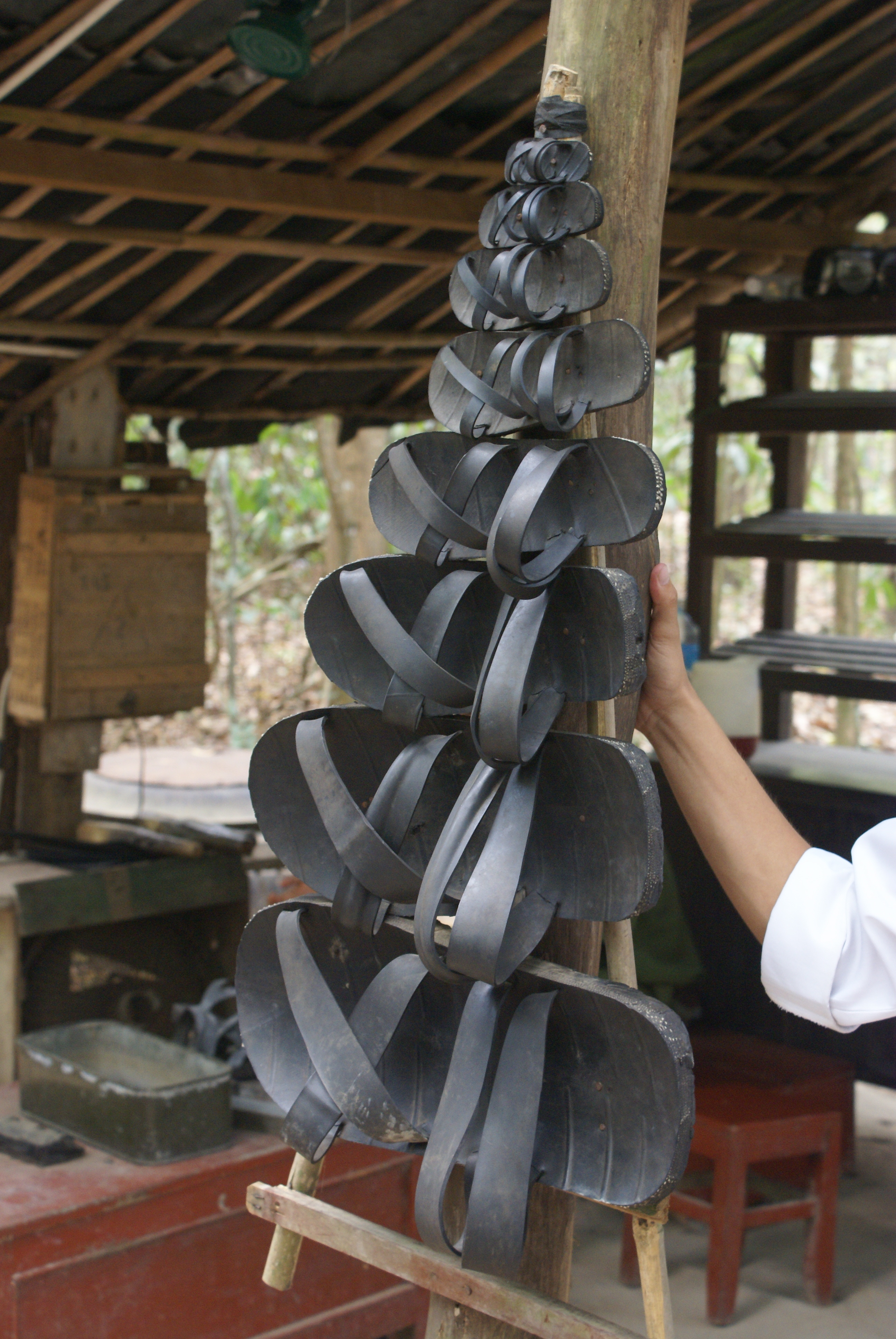
Chiếc dép lốp

Dép lốp (tiếng Anh: Tire Sandals, hay còn được gọi là Ho Chi Minh sandals) là một loại giày (dép) đơn giản được làm từ săm và lốp. Loại dép này khá phổ biến ở những nước thuộc thế giới thứ ba do tính đơn giản, dễ làm, rẻ tiền và độ bền của chúng.
Đôi dép có hình dáng giống các đôi dép bình thường khác. Quai dép được làm bằng săm (ruột) xe ô tô cũ. Hai quai trước bắt chéo nhau, hai quai sau song song, vắt ngang cổ chân. Bề ngang mỗi quai khoảng 1,5 cm. Quai được luồn xuống đế qua các vết rạch vừa khít với quai. Đế dép được làm bằng lốp (vỏ) xe ôtô hỏng hoặc đúc bằng cao su, mặt dưới có xẻ những rãnh hình thoi để đi cho đỡ trơn.

## Một biểu tượng tại Việt Nam
Tại Việt Nam, dép lốp còn được gọi là dép cao su.
Dù nhiều nguồn tin gán cho Đại tá Hà Văn Lâu là tác giả của ý tưởng đôi dép lốp, nhưng chính ông cũng thừa nhận mình chỉ sử dụng lại cách thức của những người phụ xe dùng mo cau hay vỏ ruột xe kéo làm những đôi dép. Năm 1947, nhân thấy ông Nguyễn Văn Sáu (tức Sáu Đen) có một số săm lốp ô tô cũ, ông Hà Văn Lâu đã đề nghị ông Sáu Đen chế tạo những đôi dép lốp kiểu sandal tiện lợi, đi nhẹ và êm, lội nước và bùn rất thuận tiện, bảo vệ bàn chân trong hầu hết trường hợp giẫm lên cả mẻ chai, thép gai, lửa đỏ.
Sự tiện lợi của đôi dép lốp dẫn đến việc nó trở nên phổ biến tại Việt Nam trong cả hai cuộc chiến tranh, trở thành một biểu tượng nổi tiếng của những người Cộng sản Việt Nam trong cuộc chiến tranh giành độc lập và thống nhất đất nước. Chủ tịch Hồ Chí Minh cũng nhiều lần sử dụng dép lốp trong sinh hoạt thông thường, thậm chí trong cả một số trường hợp ngoại giao. Noi gương lãnh tụ, nhiều lãnh đạo Cộng sản Việt Nam thời kỳ chiến tranh đều có ít nhiều sử dụng dép lốp.. Mức độ phổ biến trong việc sử dụng dép lốp của Hồ Chí Minh và những người ủng hộ ông có ảnh hưởng đến nỗi nhiều người Mỹ gọi dép lốp bằng danh từ "Ho Chi Minh sandals".
Sự nổi tiếng của dép lốp Việt Nam dẫn đến rất nhiều tác phẩm mô tả về nó một cách trực tiếp hoặc gián tiếp.. Riêng bài thơ "Đôi dép Bác Hồ" được nhạc sĩ Văn An ở Nam Định phổ nhạc đã đi vào lòng người dân Việt Nam hơn nửa thế kỷ.
Mặc dù dép lốp ngày nay không còn phổ biến tại Việt Nam như một biểu tượng của gian khổ, nhưng dép lốp vẫn còn được bán rất nhiều như một vật lưu niệm của khách du lịch hoặc những nhà sưu tập, thậm chí đôi khi được xem như một xu hướng thời trang của giới trẻ.

## Cách chế tạo
- Một phần lốp ô tô được cắt ra làm đế (thường là phần giữa), phần ngoài của lốp (tiếp xúc với đường) đặt phía dưới.
- Quai của dép lốp được cắt ra từ săm ô tô cũ, hẹp 1-1.5 cm, dài tùy ý sao cho phù hợp với chân.
- Để xỏ quai, người ta đục hay rạch trên đó tám cái khe ở mép (là 8 đầu nối quai và đế).
- Xỏ quai vào lỗ bằng cách dùng rút dép, kẹp đầu dây, luồn qua khe trên đế. (rút dép là một mảnh kim loại mảnh, dài, gập đôi lại).

## Phát triển
Trong những năm cuối của Chiến tranh Việt Nam và trong thời kỳ 1975 - 1990, người Việt Nam không chỉ sử dụng săm lốp ô tô hỏng để làm dép cao su mà còn sử dụng phương pháp đúc cao su thành đế dép và quai dép. Tuy loại dép này được gọi là "dép đúc" nhưng về cấu tạo, nó giống như dép lốp sản xuất bằng phương pháp thủ công. Trong những năm 1970 - 1985, một bộ trang phục gồm một mũ cối, một bộ quân phục xuân hè dài tay bằng vải kaki Tô Châu hay kaki Nam Định màu xanh lá cây tươi, một thắt lưng da quân dụng và đôi dép cao su đúc là "mốt" của thanh niên Việt Nam khi đó.